# Cirrhophanus papago
Cirrhophanus papago är en fjärilsart som beskrevs av Barnes 1907. Cirrhophanus papago ingår i släktet Cirrhophanus och familjen nattflyn. Inga underarter finns listade i Catalogue of Life.